# Lauren Barfield
Lauren Barfield (Tacoma, 15 de marzo de 1990) es una jugadora profesional de voleibol estadounidense, juega en la posición de central.

## Palmarés

### Clubes
Campeonato de Austria
- 2013

Campeonato de Alemania
- 2017, 2018[1]
- 2019

Supercopa de Alemania
- 2017, 2018, 2019, 2020[2]

Copa de Alemania
- 2019, 2021

## Premios individuales
- 2021: MVP en el final Copa de Alemania